# Skarp Salling
Skarp Salling er en landsby i Himmerland tæt ved Limfjorden. Byen er beliggende i Salling Sogn og ligger i omegnen af Løgstør og Aars. 
Af seværdigheder kan nævnes Skarp Salling Kirke, som er en mindre særegen kirke, der minder om en domkirke i miniformat. Byen har en Dagli'Brugs og få minutters gang fra bymidten ligger Toppedalskolen og Bakkeskolehallen.
Tæt på Skarp Salling blev lerkarret Skarpsallingkarret (ca. 3250 f.Kr) fundet i 1891, og det er nu afbilledet på den danske 50-kroneseddel. 
56°57′03″N 9°21′30″Ø / 56.9508°N 9.3583°Ø